# Axel Schandorff
Axel Carl Schandorff (Copenhaguen, 3 de març de 1925 - 28 de gener de 2016) va ser un ciclista danès que es dedicà a la pista i que fou professional entre 1950 i 1954.
El 1948 va prendre part en els Jocs Olímpics de Londres, on hi va guanyar una medalla de bronze a la prova de velocitat individual, per darrere de Mario Ghella i Reg Harris. En aquests mateixos Jocs participà en la prova del quilòmetre contrarellotge, on hi acabà en la cinquena posició.
Com a professional destaquen cinc campionats nacionals consecutius de velocitat, entre 1950 i 1954.

## Palmarès
- 1946
  -  Campió de Dinamarca de velocitat amateur
- 1947
  -  Campió de Dinamarca de velocitat amateur
- 1948
  -  Medalla de bronze als Jocs Olímpics de Londres en velocitat individual
  -  Campió de Dinamarca de velocitat amateur
  - 1r a Copenhaguen de velocitat
- 1949
  -  Campió de Dinamarca de velocitat amateur
  - 1r a Copenhaguen de velocitat
- 1950
  -  Campió de Dinamarca de velocitat
- 1951
  -  Campió de Dinamarca de velocitat
- 1952
  -  Campió de Dinamarca de velocitat
- 1953
  -  Campió de Dinamarca de velocitat
- 1954
  -  Campió de Dinamarca de velocitat